# Leichtathletik-Europameisterschaften 1982/Diskuswurf der Männer

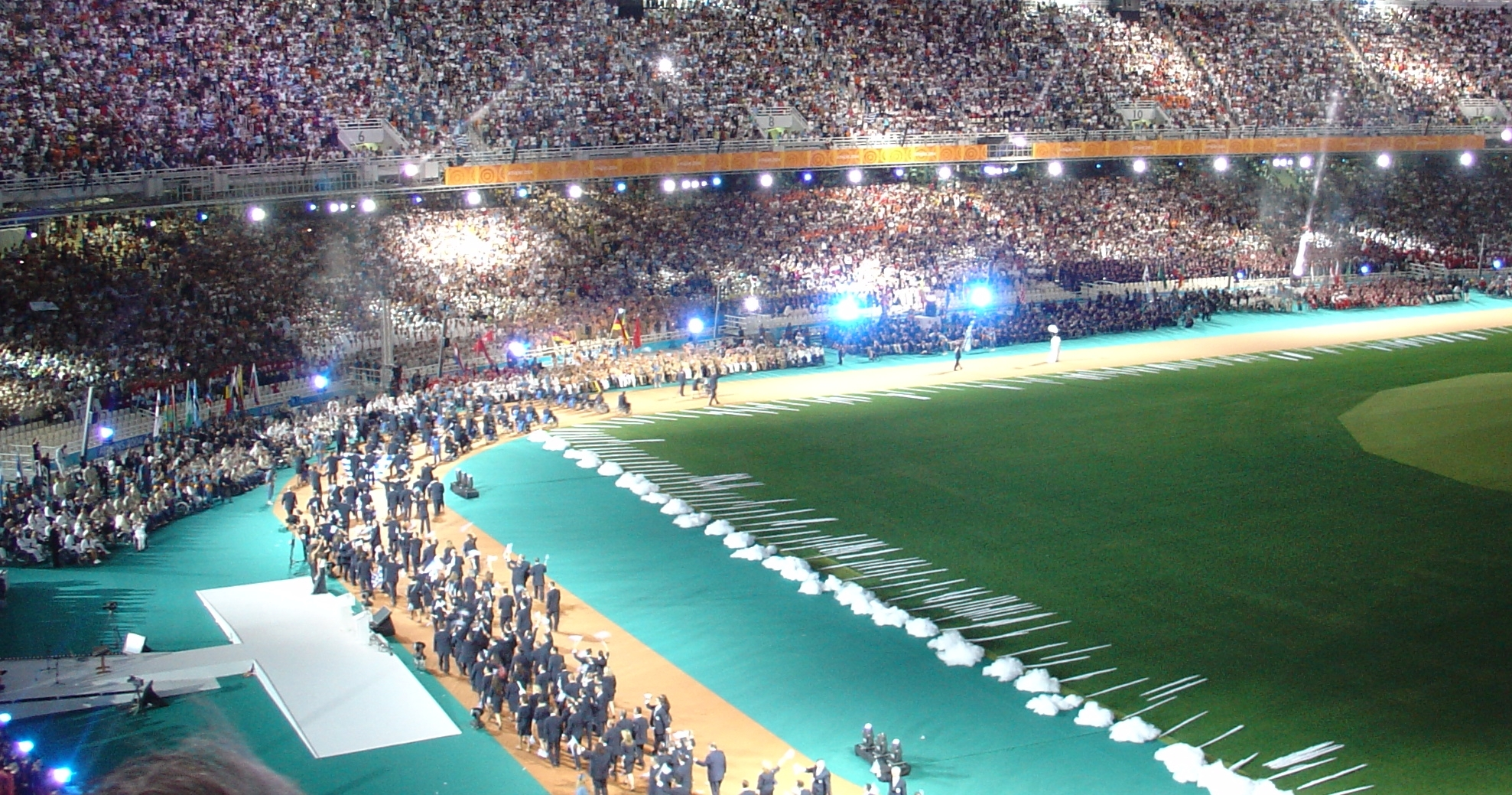
Das Athener Olympiastadion bei der Eröffnung der Paralympics 2004

Der Diskuswurf der Männer bei den Leichtathletik-Europameisterschaften 1982 wurde am 10. und 11. September 1982 im Olympiastadion von Athen ausgetragen.
Europameister wurde der tschechoslowakische EM-Dritte von 1978 und Olympiazweite von 1980 Imrich Bugár. Rang zwei belegte der sowjetische Werfer Ihor Duhinez. Bronze ging an Wolfgang Warnemünde aus der DDR.

## Bestehende Rekorde
| Weltrekord           | 71,16 m | Wolfgang Schmidt | Ost-Berlin (heute Berlin), DDR (heute Deutschland) | 9. August 1978    |
| Europarekord         | 71,16 m | Wolfgang Schmidt | Ost-Berlin (heute Berlin), DDR (heute Deutschland) | 9. August 1978    |
| Meisterschaftsrekord | 66,82 m | Wolfgang Schmidt | EM Prag, Tschechoslowakei                          | 3. September 1978 |

Der bestehende EM-Rekord wurde bei diesen Europameisterschaften nicht erreicht. Die größte Weite erzielte der tschechoslowakische Europameister Imrich Bugár im Finale in seinem fünften Versuch mit 66,64 m, womit er 2,18 m unter dem Rekord blieb. Zum Welt- und Europarekord fehlten ihm 4,34 m.

## Legende
Kurze Übersicht zur Bedeutung der Symbolik – so üblicherweise auch in sonstigen Veröffentlichungen verwendet:
| x | ungültig |

## Qualifikation
10. September 1982
24 Wettbewerber traten in zwei Gruppen zur Qualifikationsrunde an. Neun von ihnen (hellblau unterlegt) übertrafen die Qualifikationsweite für den direkten Finaleinzug von 61,00 m. Damit war die Mindestzahl von zwölf Finalteilnehmern nicht erreicht. Das Finalfeld wurde mit den drei nächstplatzierten Sportlern (hellgrün unterlegt) auf zwölf Werfer aufgefüllt. So reichten für die Finalteilnahme schließlich 60,46 m.
| Platz | Name                        | Nation           | Weite (m) |
| ----- | --------------------------- | ---------------- | --------- |
| 1     | Wolfgang Warnemünde         | DDR              | 63,74     |
| 2     | Imrich Bugár                | Tschechoslowakei | 63,52     |
| 3     | Dmitri Kowtsun              | Sowjetunion      | 62,66     |
| 4     | Ihor Duhinez                | Sowjetunion      | 62,54     |
| 5     | Géjza Valent                | Tschechoslowakei | 62,52     |
| 6     | Armin Lemme                 | DDR              | 61,94     |
| 7     | Alwin Wagner                | BR Deutschland   | 61,26     |
| 8     | Georgi Kolnootschenko       | Sowjetunion      | 61,20     |
| 9     | Werner Hartmann             | BR Deutschland   | 61,10     |
| 10    | Ion Zamfirache              | Rumänien         | 60,70     |
| 11    | Knut Hjeltnes               | Norwegen         | 60,58     |
| 12    | Iosif Naghi                 | Rumänien         | 60,46     |
| 13    | Borislaw Taschew            | Bulgarien        | 59,80     |
| 14    | Marco Martino               | Italien          | 59,48     |
| 15    | Rolf Danneberg              | BR Deutschland   | 59,44     |
| 16    | Marco Bucci                 | Italien          | 59,08     |
| 17    | Ari Huumonen                | Finnland         | 58,98     |
| 18    | Kenth Gardenkrans           | Schweden         | 57,90     |
| 19    | Konstantinos Georgakopoulos | Griechenland     | 57,62     |
| 20    | Göran Svensson              | Schweden         | 56,40     |
| 21    | Richard Slaney              | Großbritannien   | 55,98     |
| 22    | Roger Axelsson              | Schweden         | 52,24     |
| NM    | Markku Tuokko               | Finnland         | ogV       |
| NM    | Georg Frank                 | Österreich       | ogV       |

## Finale
11. September 1982
| Platz | Name                  | Nation           | Resultat (m) | 1. Versuch (m)               | 2. Versuch (m)               | 3. Versuch (m)               | 4. Versuch (m)                         | 5. Versuch (m)                         | 6. Versuch (m)                         |
| 1     | Imrich Bugár          | Tschechoslowakei | 66,64        | x                            | 46,48                        | 63,18                        | x                                      | 66,64                                  | 62,58                                  |
| 2     | Ihor Duhinez          | Sowjetunion      | 65,60        | 63,44                        | x                            | 65,60                        | 64,44                                  | x                                      | 64,48                                  |
| 3     | Wolfgang Warnemünde   | DDR              | 64,20        | x                            | 61,20                        | 62,20                        | 52,76                                  | 62,20                                  | 63,40                                  |
| 4     | Armin Lemme           | DDR              | 63,94        | 62,10                        | 63,94                        | 63,48                        | x                                      | 63,72                                  | x                                      |
| 5     | Georgi Kolnootschenko | Sowjetunion      | 63,82        | 59,70                        | 61,60                        | x                            | 61,58                                  | 63,82                                  | 62,02                                  |
| 6     | Géjza Valent          | Tschechoslowakei | 61,98        | 56,74                        | 58,34                        | 61,98                        | 59,28                                  | 60,86                                  | x                                      |
| 7     | Ion Zamfirache        | Rumänien         | 61,66        | 60,72                        | 58,48                        | 61,66                        | 60,56                                  | 50,44                                  | 58,54                                  |
| 8     | Iosif Naghi           | Rumänien         | 60,56        | 60,40                        | 59,08                        | 59,20                        | 60,56                                  | x                                      | 59,16                                  |
| 9     | Dmitri Kowtsun        | Sowjetunion      | 58,44        | Versuchsserien nicht bekannt | Versuchsserien nicht bekannt | Versuchsserien nicht bekannt | nicht im Finale der besten acht Werfer | nicht im Finale der besten acht Werfer | nicht im Finale der besten acht Werfer |
| 10    | Alwin Wagner          | BR Deutschland   | 58,10        | Versuchsserien nicht bekannt | Versuchsserien nicht bekannt | Versuchsserien nicht bekannt | nicht im Finale der besten acht Werfer | nicht im Finale der besten acht Werfer | nicht im Finale der besten acht Werfer |
| 11    | Werner Hartmann       | BR Deutschland   | 57,68        | Versuchsserien nicht bekannt | Versuchsserien nicht bekannt | Versuchsserien nicht bekannt | nicht im Finale der besten acht Werfer | nicht im Finale der besten acht Werfer | nicht im Finale der besten acht Werfer |
| 12    | Knut Hjeltnes         | Norwegen         | 56,02        | Versuchsserien nicht bekannt | Versuchsserien nicht bekannt | Versuchsserien nicht bekannt | nicht im Finale der besten acht Werfer | nicht im Finale der besten acht Werfer | nicht im Finale der besten acht Werfer |

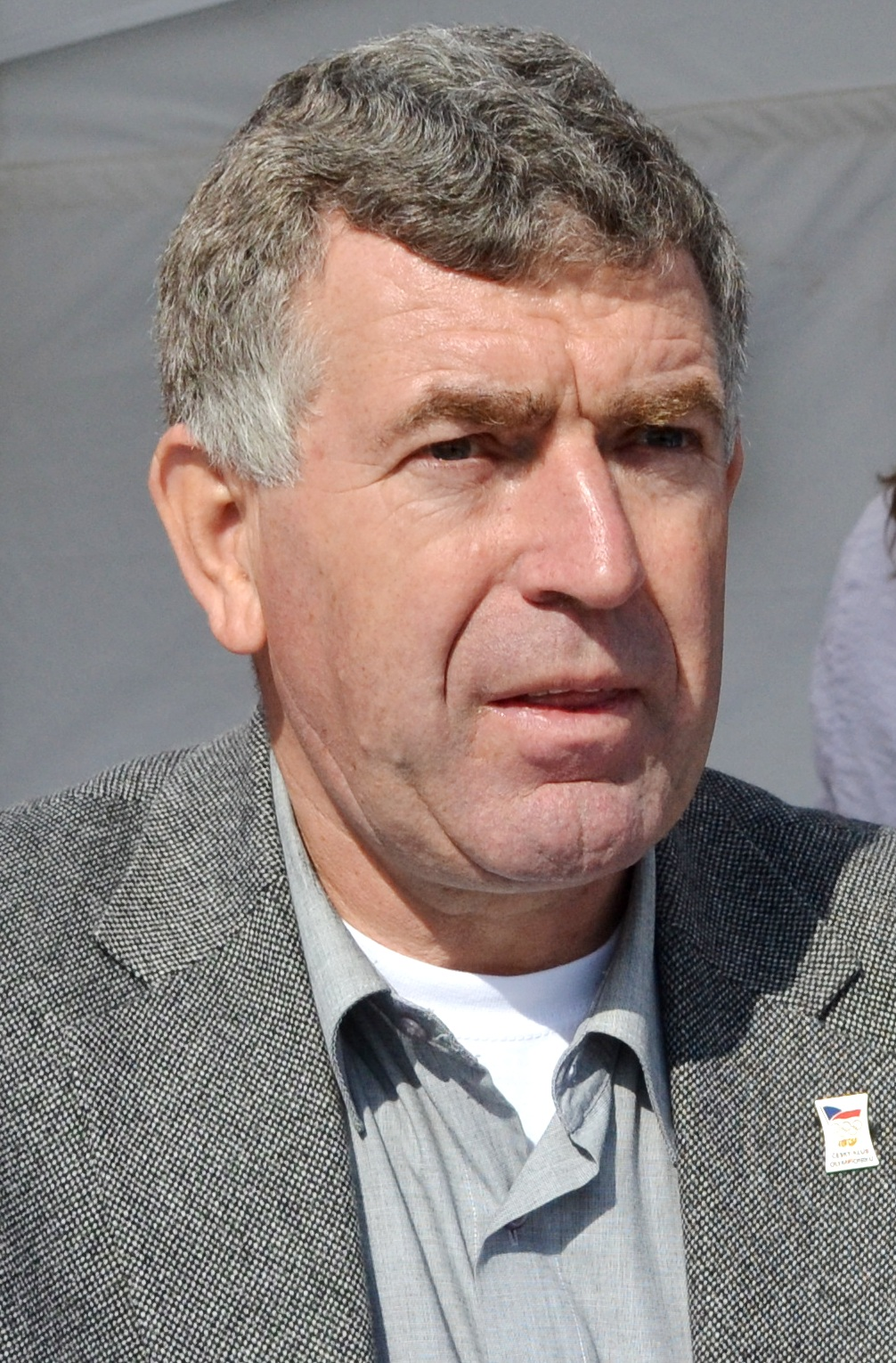
Imrich Bugár (auf dem Foto im Jahr 2013) gewann hier nach EM-Bronze 1978 und Olympiasilber 1980 seinen ersten großen Titel
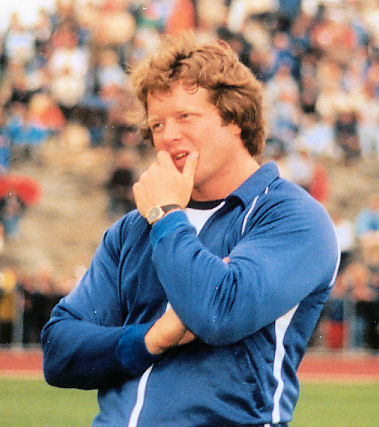
Knut Hjeltnes, 1978 EM-Fünfter, wurde Zwölfter in diesem Finale